# Rýt barvířský

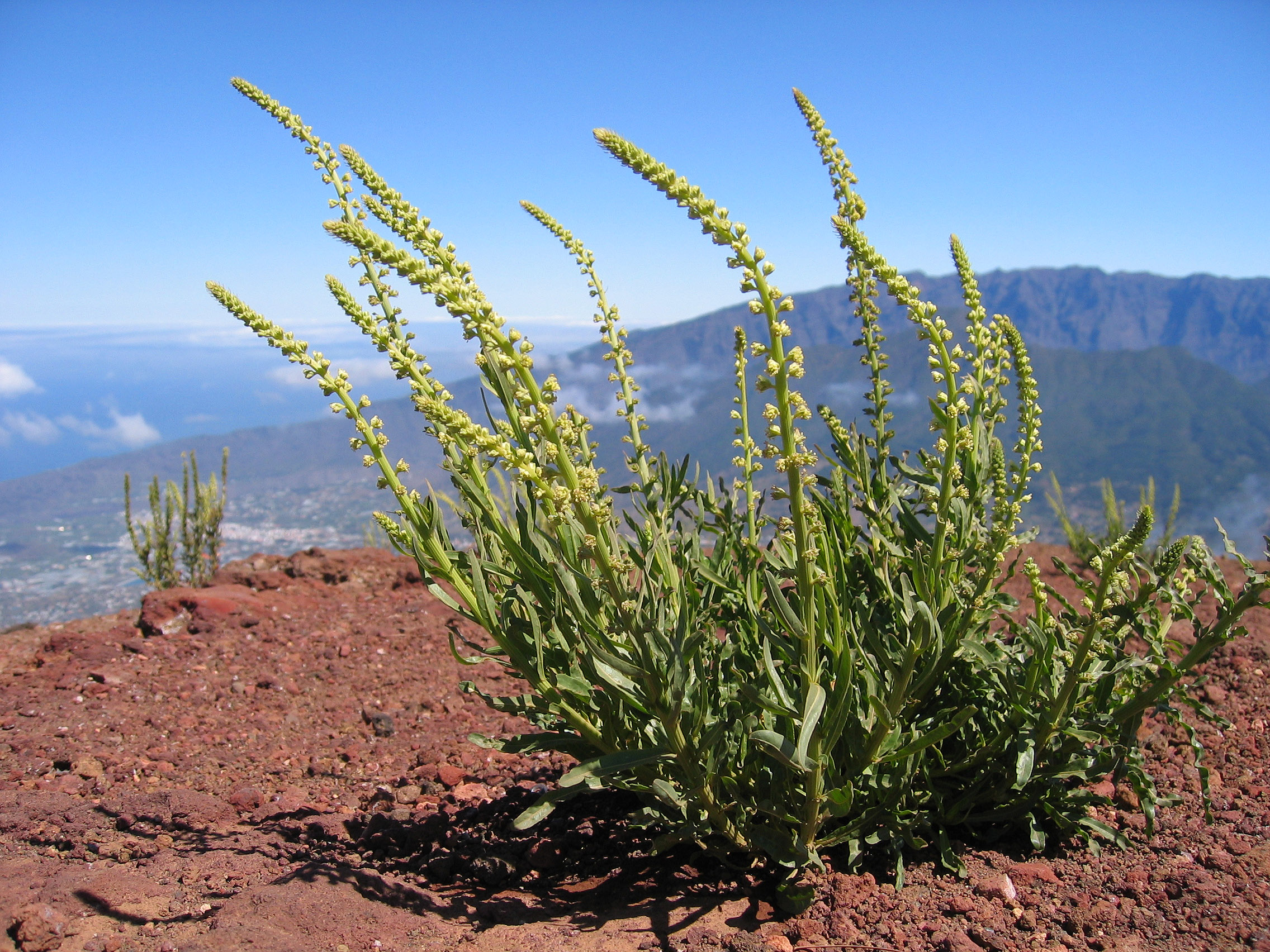
Kolonii rýtu barvířského vyhovuje i tato neúrodná půda

Rýt barvířský (Reseda luteola) je plevelná, bledožlutě kvetoucí rostlina z čeledě rýtovitých rostoucí v mírném i subtropickém klimatickém pásu.

## Rozšíření
Rozšířen je nejvíce okolo Středozemního moře, odkud také pochází. Tam roste v evropských přímořských státech (vyjma Francie), na Balkánském poloostrově, dále v Turecku, na Kypru, ve státech severní Afriky i v Makaronésii. Pravidelně se vyskytuje téměř v celé západní i střední Evropě až po Ukrajinu, na severu zasahuje i na jih Švédska a Norska. V Asii je rozšířen v Afghánistánu, Iráku, Íránu i Pákistánu. Byl zavlečen také do Severní Ameriky a téměř do celé Austrálie, na Tasmánii i Nový Zéland.
Rýt barvířský roste na úrodných i zcela kamenitých, dobře propustných zásaditých půdách na plném slunci, nesnáší trvalou vlhkost. Často ho lze nalézt také na stanovištích ovlivněných člověkem, podél cest, na náspech, rumištích, štěrkových náplavách apod. V České republice se vyskytuje roztroušeně, hojnější je v teplejších oblastech.

## Popis
Je to dvouletá, výjimečně i jednoletá bylina se vzpřímenou, žebernatou, jednoduchou nebo zřídka dělenou lodyhou. Bývá vysoká 0,3 až 1,5 m v závislosti na kvalitě stanoviště. Kořen je tuhý, vřetenovitý, rostlina se špatně po přesazení ujímá.
Listy vesměs nedělené, jsou dvojího druhu. Prvé se nacházejí v přízemní růžici, která má v průměru až 25 cm, jsou úzce vejčité nebo obkopinaté, barvy tmavě zelené, na povrchu holé a hladké, s vertikálně zvlněným okrajem. Druhé listy vyrůstající střídavě z lodyhy jsou úzké, celokrajné, kopinaté až obkopinaté. Bývají dlouhé 5 až 10, výjimečně i 15 cm, a široké od 0,5 po 2 cm. Směrem nahoru se jejích čepele zmenšují. Stonek končí hustým hroznovitým květenstvím dlouhým 10 až 50 cm, které vyrůstá z paždí neopadavých listenů.
Drobné, oboupohlavné, čtyřčetné květy, mající asi 0,5 cm v průměru a jsou na stopkách 1 až 3 mm dlouhých. Bílé až nazelenalé, neopadavé vejčitě kopinaté kališní lístky jsou dlouhé 1,5 mm. Nažloutlé, nepravidelné korunní lístky jsou veliké 2 až 4 mm, největší horní je rozeklán do 3 až 7 úzkých laloků a ostatní menší spodní jen do 3 štíhlých lalůčků. Tyčinek dlouhých 2 až 3 mm bývá různý počet, od 20 po 40, mají výrazné žluté prašníky. Je velká variabilita vzhledu květů, a to i na jedné rostlině.
Rostlina vykvétá od května do července, květy jsou opylovány hmyzem, převážně včelami a motýly. Plodem jsou pukavé tobolky s červenohnědými semen, ledvinovitého tvaru. Semena, která za nepříznivých podmínek si zachovávají klíčivost několik let, většinou po vypadnutí z tobolky v pozdním létě ještě vyklíčí a do příchodu zimy vyroste přízemní růžice listů, která přezimuje. Z růžice se druhým rokem během jara rychle vyvine lodyha s listy a květy. Mnohdy takto vysemeněné rostliny vytvářejí husté kolonie a působí dojmem široce rozvětvené rostliny.

## Význam
Rýt barvířský byl ve středověku i počátkem novověku významnou rostlinou pěstovanou speciálně pro výrobu barviv. Rostlina obsahuje ve všech částech (nejvíce v květech) trvanlivé žluté barvivo luteolin (tj. tetrahydroxyflavon C15 H10 O6) , kterým se za pomoci různých mořidel obarvovaly textilie na různé odstíny žluté. Kamenec způsoboval jasně žlutou, sloučeniny chrómu dávaly zlatě žlutou, cínu žlutě oranžovou a se zelenou skalicí se dosahovalo barvy olivové.
Od druhé poloviny 18. století se toto barvivo postupně nahrazovalo novým barvivem kvercitronem (kvercitron) (tj. pentahydroxyflavon C15 H10 O7) , vyráběného z kůry dubu sametového (Quercus velutina) původem ze severovýchodu USA a také i barvivy připravenými chemicky. Upustilo se i od lisování jeho semen, z nichž se vyráběl olej ke svícení. Tak rýt barvířský zcela ztratil na významu a bývá občas povšimnut jen jako málo nebezpečný plevel v zahradách, vinicích, na polích v okopaninách nebo rostoucí na strništích.